# Psycho
Psycho – album studyjny polskiej piosenkarki Zuzy Jabłońskiej. Wydawnictwo ukazało się 16 października 2020 nakładem wytwórni muzycznej Universal Music Polska.
Pod względem muzycznym płyta łączy w sobie przede wszystkim pop.
Album znalazł się na 21. miejscu polskiej listy sprzedaży – OLiS.
Album otrzymał nominację do Fryderyka w kategorii Album roku – pop.

## Lista utworów
Opracowano na podstawie materiału źródłowego.
1. „Nie zasypiaj” – 2:40
2. „Liczę dni” – 3:00
3. „Powiedz mi to w twarz” (gościnnie: Jan-Rapowanie, Siles) – 3:02
4. „Spacer po linie” – 3:10
5. „Wisła” – 3:07
6. „Duch” (gościnnie: Sarius) – 2:58
7. „Paparapa”  – 2:45
8. „Ty tylko chcesz” (gościnnie: Kuba Karaś) – 3:32
9. „Psycho” – 3:22
10. „Nie mów do mnie” – 2:40
11. „Tarapaty” (gościnnie: Czesław śpiewa) – 3:42
12. „Nic się nie stało” – 3:20

## Pozycja na liście sprzedaży
| Kraj   | Lista         | Najwyższa pozycja |
| ------ | ------------- | ----------------- |
| Polska | OLiS – albumy | 21                |